# Lacul Cișmigiu

Lacul Cişmigiu

Lacul Cișmigiu este un lac din București, sectorul 1, situat în Parcul Cișmigiu, are o suprafață de 29.500 m², lungimea de 1,3 km, lățimea de 50 m și adâncimea de 1–2 m. Iarna, lacul este secat și se transformă într-un imens patinoar, spre încântarea bucureștenilor.
Herpetofauna este reprezentata prin trei specii de amfibieni si doua specii de reptile.

## Istorie
Lacul reprezintă un fost meandru al râului Dâmbovița rămas izolat ca urmare a modificării cursului cu foarte multă vreme în urmă (belciug în termeni geografici). În timpul lui Matei Basarab era cunoscut ca Balta lui Dura neguțătorul.

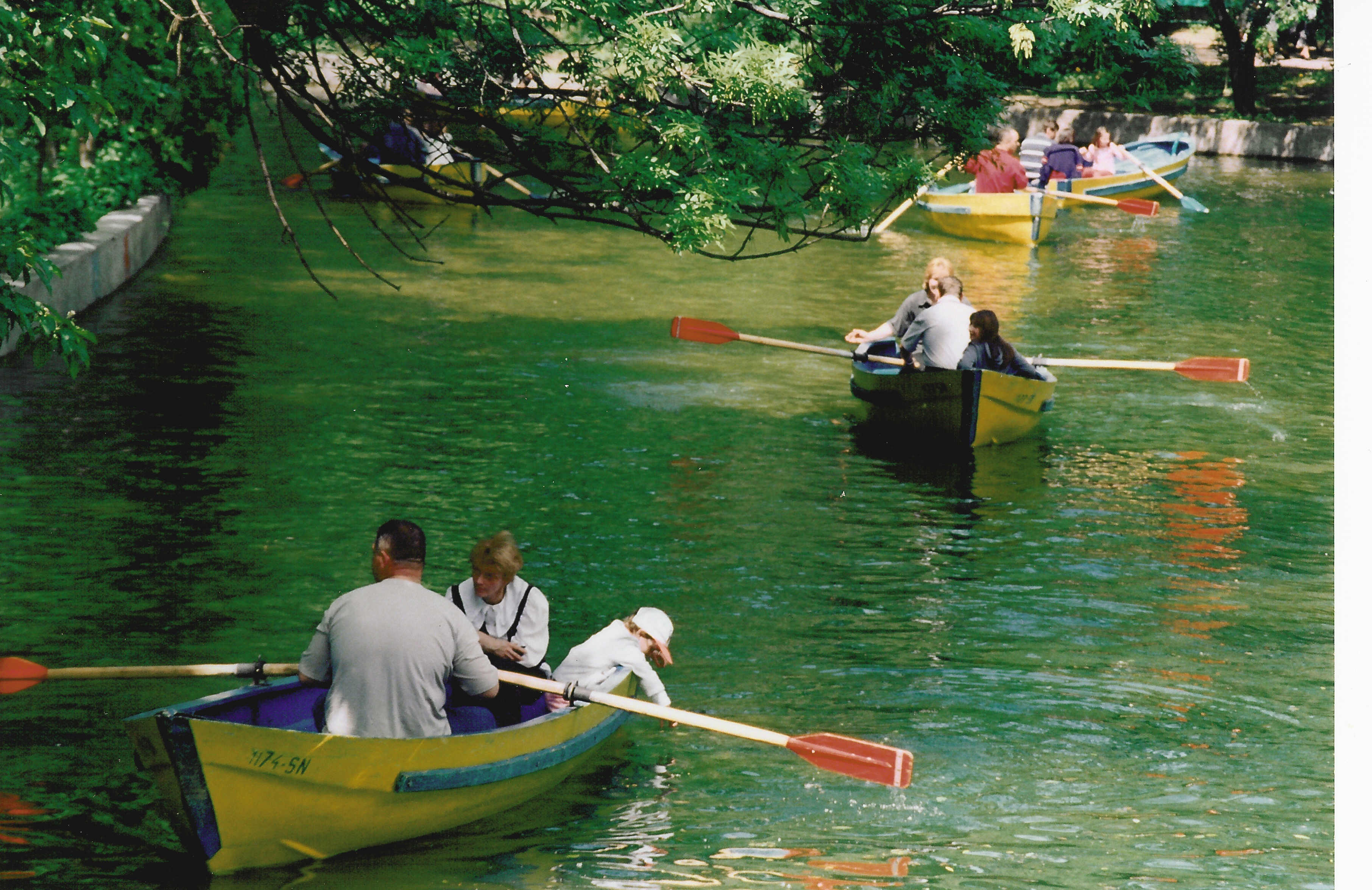
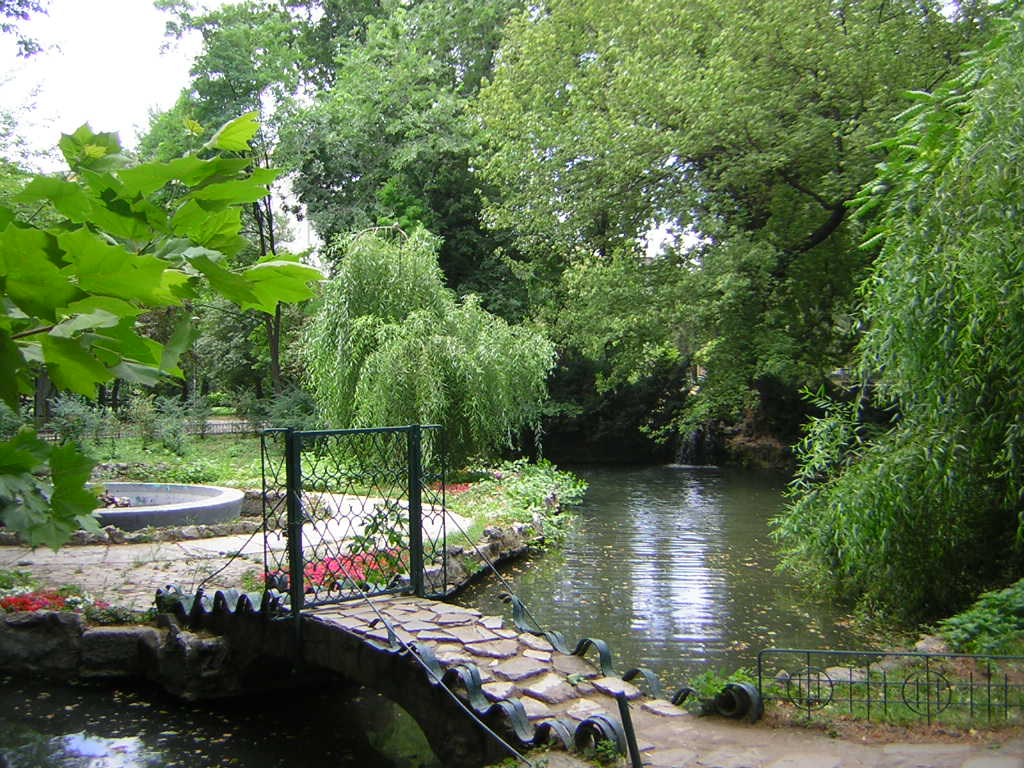
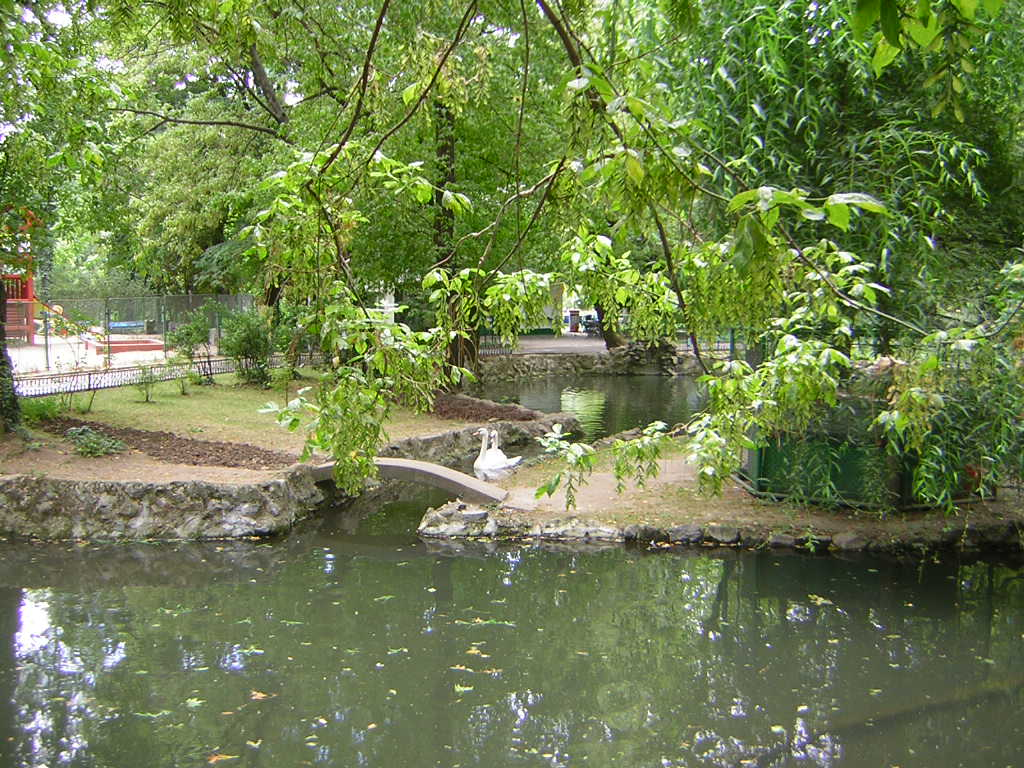